# Jack Thorne (matematyk)
Jack A. Thorne (ur. 13 czerwca 1987 w Hereford) – brytyjski matematyk, od 2013 związany zawodowo z University of Cambridge. Specjalizuje się w teorii liczb.

## Życiorys
W latach 2004–2008 studiował matematykę na University of Cambridge. Doktorat uzyskał w 2012 na Uniwersytecie Harvarda pod kierunkiem Richarda Taylora i Benedicta Grossa. Po doktoracie dwa lata spędził jeszcze na Uniwersytecie Harvarda, ale już w 2013 otrzymał etat na University of Cambridge, gdzie pracuje do dziś - od 2018 na stanowisku profesora.
Na University of Cambridge był promotorem trzech doktoratów. 
Swoje prace publikował m.in. w „Forum of Mathematics, Sigma”, „Compositio Mathematica”, „Journal of the European Mathematical Society (JEMS)”, „Mathematische Annalen”, „Duke Mathematical Journal”, „American Journal of Mathematics”, „Publications mathématiques de l'IHÉS” oraz najbardziej prestiżowych czasopismach matematycznych świata: „Annals of Mathematics”, „Journal of the American Mathematical Society” i „Acta Mathematica”.
W 2017 otrzymał Whitehead Prize, w 2018 SASTRA Ramanujan Award, a w 2020 Nagrodę EMS. Wyróżniono go także 2022 New Horizons in Mathematics Prize. W 2022 uhonorowany został Adams Prize, w 2023 Nagrodą Cole’a z teorii liczb, a w 2024 Clay Research Award.
W 2017 uzyskał prestiżowy ERC Starting Grant. W 2018 roku wygłosił wykład sekcyjny na Międzynarodowym Kongresie Matematyków w Rio de Janeiro, a w 2022 został członkiem (fellow) Royal Society.